# Fahrenheit 9.11
Fahrenheit 9.11 (oryginalny tytuł Fahrenheit 9/11) – film dokumentalny Michaela Moore’a, zdobywca Złotej Palmy na festiwalu w Cannes w 2004 roku.
Film jest ostrą krytyką George’a W. Busha i jego polityki. Wpisuje się on też w kampanię wyborczą przed wyborami prezydenckimi jesienią 2004 r. Łatwo jest nazwać Busha idiotą, ale ja tego nie zrobiłem. Pozwoliłem natomiast, by zrobiły to za mnie jego własne słowa i własne zachowania – powiedział Moore dziennikowi „Washington Post”. W filmie Moore wskazuje na związki biznesowe Busha z wpływowymi Saudyjczykami, w tym rodziną Usamy ibn Ladina. Ibn Ladinowie zerwali z Usamą kontakt na początku lat 90., jednak istnieje co do tego dużo wątpliwości.
Film wzbudzał kontrowersje już w momencie powstawania. Z finansowania produkcji w 2003 roku zrezygnowało należące do Mela Gibsona studio filmowe Icon Productions. Szef Disneya Michael Eisner (zapłacił za produkcję filmu) miał ponoć poinformować podległy mu Miramax – firmę, która współfinansowała produkcję filmu – że nie dopuści do dystrybucji filmu w Stanach. Decyzja ta wzbudziła w USA dyskusję na temat wolności wypowiedzi i cenzury w mediach.
W Stanach Zjednoczonych film stał się wielkim sukcesem komercyjnym. W ciągu pierwszych trzech dni wyświetlania (wszedł do kin 25 czerwca 2004 r.) zarobił blisko dwadzieścia dwa miliony dolarów, co jest najlepszym wynikiem, jaki kiedykolwiek udało się uzyskać filmowi dokumentalnemu.
Polska premiera filmu odbyła się 23 lipca 2004 r.
W 2004 roku film „uhonorowany” został czterema Złotymi Malinami, które otrzymali George W. Bush, Condoleezza Rice, Donald Rumsfeld i Britney Spears.

## Kontynuacja
Moore zapowiedział kontynuację filmu. Reżyser stwierdził, że Amerykanie byli okłamywani przez Busha i jego rząd, a także pozbawieni zostali ważnych informacji na temat wyborów prezydenckich z 2004 roku, a jego zadaniem jest edukacja i oświecenie społeczeństwa. Film ukazał się w 2018 roku pt. Fahrenheit 11/9.